# Вечен
Вечен (њем. Wetschen) општина је у њемачкој савезној држави Доња Саксонија. Једно је од 47 општинских средишта округа Дипхолц. Према процјени из 2010. у општини је живјело 1.759 становника. Посједује регионалну шифру (AGS) 3251046.

## Географски и демографски подаци
Вечен се налази у савезној држави Доња Саксонија у округу Дипхолц. Општина се налази на надморској висини од 44 метра. Површина општине износи 25,1 km². У самом мјесту је, према процјени из 2010. године, живјело 1.759 становника. Просјечна густина становништва износи 70 становника/km².

## Међународна сарадња
| Мјесто | Држава    | Врста сарадње | Од    |
| ------ | --------- | ------------- | ----- |
|        | Француска | партнерство   | 1973. |
|        | Русија    | партнерство   | 1995. |
| Извор  |           |               |       |